# Associazione Calcio Legnano 1947-1948
Questa voce raccoglie le informazioni riguardanti l'Associazione Calcio Legnano nelle competizioni ufficiali della stagione 1947-1948.

## Stagione

Emilio Caprile, al Legnano dal 1947 al 1948 e dal 1954 al 1958. Durante questa stagione fu convocato in Nazionale per partecipare alle Olimpiadi del 1948

La stagione 1947-1948 di Serie B è l'ultima organizzata a più gironi: dal campionato successivo sarebbe infatti tornata a girone unico, con la conseguente forte riduzione del numero di squadre partecipanti. Per la precisione, le vincitrici dei tre gironi sarebbero state promosse in Serie A, quelle giunte dal secondo a sesto posto avrebbero ottenuto la salvezza, mentre le squadre arrivate settime avrebbero partecipato ad un torneo salvezza durante il quale si sarebbero decise le retrocessioni. Tutte le altre compagini sarebbero invece retrocesse in Serie C.
Obiettivo del Legnano, anche per questa stagione, è la promozione in Serie A. Per tale motivo la rosa viene ulteriormente rafforzata. Il calciomercato è caratterizzato da molti movimenti. Lasciano i Lilla il difensore Antonio Fossati, i centrocampisti Giovan Battista Martini, Lorenzo Colpo, Gian Battista Opisso (gli ultimi due ceduti in prestito), Ettore Valcareggi e Massimiliano Zandali; sul fronte degli acquisti, arrivano al Legnano il centrocampista Giacinto Ellena e gli attaccanti Egidio Capra e Mario Zidarich. Sono acquistati anche alcuni giovani promettenti, come i centrocampisti Sergio Calzavara e Daniele Revere e l'attaccante Emilio Caprile. Sulla panchina lilla, Giuseppe Galluzzi sostituisce l'ungherese Róbert Winkler.
Dopo un'ottima partenza, il Legnano conosce un andamento altalenante che fa dare l'addio ai sogni di promozione già alla fine del girone di andata. Il risultato finale è il 4º posto in classifica nel girone A con 40 punti a pari merito con il Seregno e lo Spezia, a 6 lunghezze dal Novara capolista ed a un punto dalle due settime classificate, la Pro Sesto e il Crema, che partecipano al girone salvezza.
Degna di nota è la convocazione in Nazionale del giocatore lilla Emilio Caprile. Partecipa alle Olimpiadi di Londra collezionando due presenze e due reti.

## Divise
| Casa |

## Organigramma societario
Area direttiva
- Presidente: comm. Pino Mocchetti

Area tecnica
- Allenatore: Giuseppe Galluzzi

## Rosa
| N. |                   | Ruolo | Calciatore        |
| -- | ----------------- | ----- | ----------------- |
|    | Italia (bandiera) | C     | Fausto Braga      |
|    | Italia (bandiera) | C     | Sergio Calzavara  |
|    | Italia (bandiera) | A     | Egidio Capra      |
|    | Italia (bandiera) | A     | Emilio Caprile    |
|    | Italia (bandiera) | D     | Fabio Del Bianco  |
|    | Italia (bandiera) | C     | Giacinto Ellena   |
|    | Italia (bandiera) | A     | Umberto Guarnieri |
|    | Italia (bandiera) | P     | Ugo Innocenti     |
|    | Italia (bandiera) | C     | Luciano Lupi      |

| N. |                   | Ruolo | Calciatore           |
| -- | ----------------- | ----- | -------------------- |
|    | Italia (bandiera) | A     | Bruno Mozzambani     |
|    | Italia (bandiera) | P     | Ferdinando Passerini |
|    | Italia (bandiera) | D     | Franco Petermann     |
|    | Italia (bandiera) | C     | Daniele Revere       |
|    | Italia (bandiera) | P     | R. Riolino           |
|    | Italia (bandiera) | A     | Antonio Torreano     |
|    | Italia (bandiera) | D     | Dante Zanzottera     |
|    | Italia (bandiera) | A     | Mario Zidarich       |

## Risultati

### Serie B (girone A)

#### Girone d'andata
| Arbitro: | Dellarole (Vercelli) |

|                                                    |           |                |
| Zidarich 23’ (rig.) Lupi 30’ Capra 48’ Caprile 49’ | Marcatori | 27’ Trapanelli |

| Arbitro: | Scotto (Savona) |

|                          |           |  |
| Zidarich 51’ (rig.), 61’ | Marcatori |  |

| Arbitro: | Gemini (Roma) |

|                              |           |              |
| Ellena 3’ (aut.) Bragoni 54’ | Marcatori | 6’ Guarnieri |

| Arbitro: | Orlandini (Roma) |

|                                    |           |                                              |
| Aliprandi 54’ (rig.) Atzeni II 74’ | Marcatori | 29’, 53’ Caprile 44’ Mozzambani 75’ Zidarich |

| Arbitro: | Avanzi (Verona) |

|                                                       |           |  |
| Guarnieri 33’ Zidarich 83’ Caprile 84’ Mozzambani 88’ | Marcatori |  |

| Arbitro: | Bonivento (Venezia) |

|                         |           |                |
| Farina 45’ Cordioli 60’ | Marcatori | 83’ Mozzambani |

| Arbitro: | Agnolin (Bassano del Grappa) |

|          |           |                             |
| Capra 6’ | Marcatori | 39’ De Filippis 53’ Cadario |

| Arbitro: | De Mari (Torino) |

|                                                  |           |  |
| Caprile 23’ Capra 24’ Torreano 52’ Guarnieri 80’ | Marcatori |  |

| Arbitro: | Gamba (Napoli) |

|  |           |               |
|  | Marcatori | 72’ Guarnieri |

| Arbitro: | Pieri (Trieste) |

|  |           |                                        |
|  | Marcatori | 27’, 76’ Pombia 64’ Canonico 89’ Piola |

| Arbitro: | Pizzato (Mestre) |

|                                    |           |           |
| Cuzzoni 13’ Azzarini 39’ Torri 46’ | Marcatori | 75’ Capra |

| Arbitro: | Zelocchi (Modena) |

|  |           |                              |
|  | Marcatori | 18’ Guarnieri 45’ Mozzambani |

| Arbitro: | Zilli (Reggio Emilia) |

|                |           |           |
| Mozzambani 71’ | Marcatori | 60’ Pozzo |

| Arbitro: | Pera (Firenze) |

|                           |           |                      |
| Caprile 7’ Mozzambani 66’ | Marcatori | 33’ Ventura 76’ Como |

| Crema 4 gennaio 1948 15ª giornata | Crema            | 0 – 0 | Legnano | Stadio Giuseppe Voltini\| Arbitro: \| Pasinetti (Roma) \| |
| Arbitro:                          | Pasinetti (Roma) |       |         |                                                           |

| Arbitro: | Arietti (Siena) |

|              |           |                |
| Dalcerri 84’ | Marcatori | 74’ Mozzambani |

| Arbitro: | Piemonte (Monfalcone) |

|                                           |           |  |
| Capra 26’ Mozzambani 46’, 55’ Caprile 73’ | Marcatori |  |

#### Girone di ritorno
| Arbitro: | Poggipollini (Ferrara) |

|                                                             |           |  |
| Ronconi 3’, 39’ Ellena 26’ (aut.) Micheloni 53’ Granata 70’ | Marcatori |  |

| Arbitro: | Galeati (Bologna) |

|                   |           |             |
| Ellena 17’ (aut.) | Marcatori | 67’ Caprile |

| Arbitro: | Perissinotto (Noventa di Piave) |

|                              |           |           |
| Mozzambani 59’ Guarnieri 87’ | Marcatori | 72’ Torti |

| Arbitro: | De Paola (Bari) |

|                                |           |  |
| Guarnieri 20’, 22’ Caprile 51’ | Marcatori |  |

| Arbitro: | Savio (Torino) |

|           |           |                                               |
| Maggi 88’ | Marcatori | 9’, 64’ Caprile 48’, 86’ Mozzambani 75’ Capra |

| Legnano 21 marzo 1948 23ª giornata | Legnano          | 0 – 0 | Pro Sesto | Stadio Comunale\| Arbitro: \| Pizzato (Mestre) \| |
| Arbitro:                           | Pizzato (Mestre) |       |           |                                                   |

| Arbitro: | Boffardi (Genova) |

|                                                  |           |             |
| Paolini 1’ Rosso 49’ De Filippis 54’ Cadario 78’ | Marcatori | 90’ Caprile |

| Arbitro: | Longagnani (Modena) |

|             |           |                         |
| Cagnoni 44’ | Marcatori | 55’ Mozzambani 82’ Lupi |

| Arbitro: | Moradei (Trieste) |

|                           |           |            |
| Guarnieri 22’ (rig.), 67’ | Marcatori | 77’ Cellai |

| Arbitro: | Scotto (Savona) |

|                        |           |  |
| Canonico 57’ Piola 87’ | Marcatori |  |

| Arbitro: | Piemonte (Monfalcone) |

|                                      |           |                       |
| Guarnieri 8’ Revere 10’ Zidarich 17’ | Marcatori | 4’ Borri 53’ Pugliese |

| Arbitro: | Cappucci (Roma) |

|                     |           |  |
| Mozzambani 60’, 82’ | Marcatori |  |

| Arbitro: | Pieri (Trieste) |

|                       |           |               |
| Pozzo 31’ Gambino 38’ | Marcatori | 59’ Guarnieri |

| Arbitro: | Balestrino (Oneglia) |

|                        |           |  |
| Gallazzi 35’ Boffi 55’ | Marcatori |  |

| Arbitro: | Maurelli (Roma) |

|                                               |           |               |
| Braga 35’ Mozzambani 81’ Marchioli 86’ (aut.) | Marcatori | 88’ Aliprandi |

| Arbitro: | Bernardi (Savona) |

|                                        |           |  |
| Guarnieri 27’, 70’, 78’ Mozzambani 40’ | Marcatori |  |

| Arbitro: | Massai (Pisa) |

|                                |           |  |
| Solbiati 31’ (rig.) Baroni 71’ | Marcatori |  |

## Statistiche

### Statistiche di squadra
| Competizione | Punti | Totale | Totale | Totale | Totale | Totale | Totale | DR  |
| Competizione | Punti | G      | V      | N      | P      | Gf     | Gs     | DR  |
| ------------ | ----- | ------ | ------ | ------ | ------ | ------ | ------ | --- |
| Serie B      | 40    | 34     | 17     | 6      | 11     | 62     | 45     | +17 |

### Statistiche dei giocatori
| Giocatore     | Serie B  | Serie B |
| Giocatore     | Presenze | Reti    |
| ------------- | -------- | ------- |
| F. Braga      | 26       | 2       |
| S. Calzavara  | 20       | 0       |
| E. Capra      | 22       | 6       |
| E. Caprile    | 34       | 12      |
| F. Del Bianco | 24       | 0       |
| G. Ellena     | 34       | 0       |
| U. Guarnieri  | 34       | 14      |
| U. Innocenti  | 25       | 0       |
| L. Lupi       | 29       | 2       |
| B. Mozzambani | 28       | 17      |
| F. Passerini  | 8        | 0       |
| F. Petermann  | 31       | 1       |
| D. Revere     | 14       | 1       |
| R. Riolino    | 1        | 0       |
| A. Torreano   | 2        | 1       |
| D. Zanzottera | 9        | 0       |
| M. Zidarich   | 33       | 6       |